# Robert Bristow (ingénieur)
Pour les articles homonymes, voir Bristow.
 (avril 2023).
Robert Bristow (13 décembre 1880 - 3 septembre 1966) est un ingénieur portuaire britannique surtout connu pour ses contributions au développement du port de Kochi (Cochin) au Kerala, en Inde, et est considéré comme l'architecte du port moderne de Kochi. Bristow a raconté ses expériences dans son livre Cochin Saga, qui est considéré[Par qui ?] comme une source importante d'historiographie du Kerala. Il est également connu pour ses initiatives dans la fondation du Lotus Club, le premier club inter-racial de Kochi. Il était également membre de la Royal Society of Arts.